# بينوا غراتون
بينوا غراتون هو لاعب هوكي الجليد كندي، ولد في 28 ديسمبر 1976 في مونتريال في كندا.

## وصلات خارجية
- بينوا غراتون على موقع دوري الهوكي الوطني (الإنجليزية)
- بينوا غراتون على موقع قاعة مشاهير الهوكي (لاعب أن.إتش.أل) (الإنجليزية)
- بينوا غراتون على موقع EliteProspects.com (الإنجليزية)
- بينوا غراتون على موقع Eurohockey.com (الإنجليزية)
- بينوا غراتون على موقع HockeyDB.com (الإنجليزية)
- بينوا غراتون على موقع Hockey-Reference.com (الإنجليزية)